# آرثر فاغان
آرثر فاغان (24 أبريل 1931 - ) (بالإنجليزية: Arthur Fagan)‏ هو لاعب كريكت أسترالي.

## وصلات خارجية
- آرثر فاغان على موقع إي آس بي آن كريك إنفو (الإنجليزية)